# Teilkristallin
Einen Feststoff, welcher sowohl kristalline als auch amorphe Bereiche (Domänen) enthält, bezeichnet man als teilkristallin. Der Begriff spielt im Wesentlichen in der Polymerphysik eine Rolle.
Kühlt man die Schmelze eines Polymer ab, so bewegen sich die Ketten immer weniger und beginnen sich regelmäßig anzuordnen (kristallisieren). Da sie aber ineinander verschlauft sind (englisch entangled), kann dieser Prozess nicht in der ganzen Probe stattfinden, sondern nur in Domänen. Im Rest der Probe erstarren die Ketten ungeordnet (amorph). 
Einflussfaktoren:
- Polymere kristallisieren umso mehr, je langsamer die Schmelze abgekühlt wird.
- Taktizität: es kristallisieren iso- oder syndiotaktische Polymere; ataktische Polymere kristallisieren nur, wenn die Substituenten sehr klein sind, wie beim Polyvinylfluorid.
- Polymere mit kleinen Seitenketten kristallisieren besser als solche mit großen.
- Ebenso kristallisieren vernetzte oder verzweigte Polymere nicht.

Kristalline Substanzen, die nicht als Einkristall, sondern als Polykristalle vorliegen, werden nicht als teilkristallin bezeichnet, auch wenn sich zwischen den Kristalliten ein dünner amorpher Film befindet.

## Kristallinität, Kristallinitätsgrad, Kristallisationsgrad
Der Kristallinitätsgrad k bezeichnet den kristallinen Anteil eines teilkristallinen Feststoffes. In der Regel wird er angegeben
- als Massenbruch:

{\displaystyle k={\frac {m_{\mathrm {krist} }}{m_{\mathrm {ges} }}}}
oder
- als Molenbruch:

{\displaystyle k={\frac {n_{\mathrm {krist} }}{n_{\mathrm {ges} }}}}
Die verwendete Maßeinheit der Kristallinität hängt von der Messmethode ab.
Bei Polymeren hängt der Kristallinitätsgrad von der thermischen Vergangenheit des Materials ab: Tempern, d. h. das Polymer lange Zeit auf eine Temperatur knapp unterhalb des Schmelzpunktes zu erwärmen, erhöht die Kristallinität, denn die Polymerketten können sich dann ordnen.
Typischerweise werden Kristallinitäten von 10 bis 80 % technisch angewendet. Das Erreichen höherer Kristallinitäten ist nur möglich bei niedermolekularen Materialien oder speziell getemperten Proben. Im ersteren Fall wird das Material dadurch spröde, im letzteren ist das Tempern zu kostspielig für eine Anwendung. Kristallinitäten unter 10 % führen zu einer zu hohen Kriechneigung, wenn der Glasübergang unterhalb der Anwendungstemperatur liegt.
Methoden zur Bestimmung der Kristallinität bei Polymeren sind:
- DSC
- Messung der Dichte
- Doppelbrechungsmessungen mit dem Polarisationsmikroskop
- Röntgenbeugung
- Infrarotspektroskopie oder
- Kernspinresonanz (NMR).

In der Regel sind teilkristalline Polymere opak, d. h. eingetrübt. Das liegt an der Lichtbrechung aufgrund der unterschiedlichen Brechungsindices von kristallinen und amorphen Bereichen. Der Eintrübungsgrad nimmt mit der Kristallinität zu, hängt aber auch von Unterschieden im Brechungsindex ab. So ist z. B. syndiotaktisches Polypropylen fast vollständig durchsichtig, während isotaktisches Polypropylen mit vergleichbarer Kristallinität von ca. 50 % stark opak ist. Das lässt sich durch die unterschiedliche Kristallstruktur dieser beiden Modifikationen erklären.